# Lokavci
Lokavci je naselje u slovenskoj Općini Gornjoj Radgoni. Lokavci se nalazi u pokrajini Štajerskoj i statističkoj regiji Pomurju. 

## Stanovništvo
Prema popisu stanovništva iz 2002. godine naselje je imalo 160 stanovnika.